# Baksay Bernát
Baksay Bernát, névváltozat: Baxai (15. század vége – 16. század) jogász, királyi tanácsos.
Szapolyai János király titkos tanácsosa, Baksay Ábrahám testvére volt. A király 1528-ban I. Ferdinándhoz küldte a békeszerződés ügyében. Magyarázatot írt a magyar törvényekhez, illetve Werbőczy István Tripartitumához magyar nyelven.